# Tout beau tout 9
tout beau tout 9  est une émission sur w9 . Elle sera diffusée le 1er septembre 2025 à 17:30 . Présenté par cyril hanouna Cyril Hanouna le  groupe m6 sort une nouvelle émission . Le tournage commence